# Зоотрополис — град животиња
Зоотрополис — град животиња (енгл. Zootopia; Zootropolis у неким регионима) америчка је 3D компјутерски анимирана комедија-авантура из 2016. године, у продукцији Волта Дизнија. Филм су режирали Бајрон Хауард и Рич Мур, док гласове позајмљују Џинифер Гудвин, Џејсон Бејтман, Идрис Елба, Џени Слејт, Нејт Торенс, Бони Хант, Дон Лејк, Томи Чонг, Џеј Кеј Симонс, Октејвија Спенсер, Алан Тјудик и Шакира. Смештен у титуларном граду у коме коегзистирају антропоморфни сисари, филм прича причу о необичном партнерству између зечице полицајке и лисца преваранта, док они откривају злочиначку заверу која укључује нестанак предатора.
Филм је премијерно приказан у Белгији 13. фебруара 2016, док је у америчким биоскопима реализован 4. марта исте године, у 3Д, 4Д и ИМАКС форматима. Добио је позитивне критике од стране критичара, који су нарочито похвалили сценарио, анимацију, гласове, тему филма и музику. Зарадио је преко милијарду долара широм света, што га чини четвртим филмом по заради из 2016. године. Освојио је бројне награде; Амерички филмски институт га је прогласио једним од најбољих филмова те године и освојио је Оскара, Златни глобус, награду по избору критичара и награду Ени за најбољи анимирани филм, а био је номинован и за награду БАФТА у истој категорији.

## Радња
Студио Волта Дизнија представља нам авантуристичку комедију смештену у савременој животињској метрополи Зоотрополис. Он обухвата станишта попут луксузног Трга Сахара и леденог Тундраграда и то је место на ком животиње из разних крајева света живе заједно – где није важно ко сте и можете бити било шта, од великих слонова до најмањих ровчица. Али кад стигне Џуди Хопс, новајлија у полицији, схвата да није тако лако бити прва зечица у полицији великих, жилавих животиња. Одлучна да се докаже, користи прилику да реши случај, макар то значило да мора да се удружи са брбљивим преварантским лисцем Ником Вајлдом, и тако реши мистерију.

## Улоге
| Име лика                                         | Име глумаца       | Име глумаца српске синхронизације |
| ------------------------------------------------ | ----------------- | --------------------------------- |
| Џудит Лаверн Хоп (одрасла)                       | Џинифер Гудвин    | Тамара Драгичевић                 |
| Џудит Лаверн Хоп (мала)                          | Дела Саба         | Теодора Томић                     |
| Николас Пиберијус Вајлд (Дивљи) (одрастао)       | Џејсон Бејтман    | Никола Вујовић                    |
| Николас Пиберијус Вајлд (Дивљи) (мали)           | Кет Суси          | Марко Мановић                     |
| Газелина (песме)                                 | Шакира            | оригинални глас                   |
| Газелина (дијалози)                              | Шакира            | Сара Јовановић                    |
| Фруфру Госпођа Отертон (Видрослава) Присила      | Лиа Латам         | Владислава Ђорђевић               |
| Литлман Де Ла Биг (Господин Велики)              | Морис Ламарш      | Борис Миливојевић                 |
| Шеф Рого                                         | Идрис Елба        | Бојан Жировић                     |
| Командир Бенџамин Клавхаусер (Прождрљивко)       | Нејт Торенс       | Димитрије Стојановић              |
| Градоначелник Лeoдор Лајонхарт (Лавослав Срчани) | Џеј Кеј Симонс    | Воја Брајовић                     |
| Стјуарт Хоп                                      | Дон Лејк          | Слободан Тешић                    |
| Бони Хоп (Џудина мајка)                          | Бони Хант         | Исидора Минић                     |
| Јакс Даг                                         | Томи Чонг         | Милан Чучиловић                   |
| Дјук Визлтон (Баја Ласко)                        | Алан Тјудик       | Марко Марковић                    |
| Јагуарчић                                        | Џексон Стеин      | Иван Павличић                     |
| Муња                                             | Рејмон Перси      | Милан Пајић                       |
| Финик                                            | Том Листер Јуниор | Срђан Тимаров                     |
| Ренато Манчас/ Џери Џамбокс Јр.                  | Џон Димаџио       | Срђан Тимаров                     |
| Инструкторка Докторка Нанги                      | Џита Реди         | Душанка Стојановић                |
| Гидеон Греј (Сиви) Бесно прасе Баки              | Гидеон Џонстон    | Милан Антонић                     |
| Заменица градоначелника Овчица                   | Џени Слејт        | Марија Микић                      |
| Питер                                            | Питер Мансбриџ    | Срђан Анђелић                     |
| Пронк Официр Мек Рог                             | Џаред Буш         | Томаш Сарић                       |